# Marlen Esparza
Marlen Esparza (29 luglio 1989) è una pugile statunitense.

## Palmarès
- Olimpiadi

Londra 2012: bronzo nei pesi mosca
- Mondiali - Dilettanti

Nuova Delhi 2006: bronzo nei pesi mosca.
Jeju 2014: oro nei pesi mosca.
Astana 2016: bronzo nei pesi mosca leggeri.